# Peter Prinsley
Peter Richard Prinsley (né en 1957 ou 1958) est un homme politique du Parti travailliste britannique, élu député de Bury St Edmunds et Stowmarket lors des élections générales du 4 juillet 2024.

## Carrière
Prinsley est oto-rhino-laryngologiste de profession. Il fait ses études à la faculté de médecine de Sheffield. Avant d'être élu au Parlement, il travaille comme chirurgien ORL consultant à l'hôpital Norfolk &amp; Norwich, à l'hôpital universitaire James Paget et en cabinet privé,. Il s'intéresse à la recherche en otologie et enseigne à la faculté de médecine de Norwich. Prinsley est élu conseiller municipal de Norwich en 2023.

## Député
Prinsley a tenté d'être élu comme candidat travailliste pour Great Yarmouth, mais sans succès. En 2024, il est investi à Bury St Edmunds et Stowmarket et son élection est considérée comme une victoire surprise dans une région traditionnellement fortement conservatrice. Il bat le candidat conservateur Will Tanner, qui a auparavant occupé le poste de chef de cabinet adjoint du Premier ministre Rishi Sunak.

## Vie personnelle
Il est juif et fréquente la synagogue de Norwich. Son épouse, le Dr Marian Prinsley, est une psychologue à la retraite et ancienne présidente de la congrégation hébraïque de Norwich, devenue shérif de Norwich en 2019.